# Monaster Objawienia Pańskiego w Torokaniach
Monaster Objawienia Pańskiego – klasztor prawosławny w Torokaniach, powstały na początku XVI w., następnie administrowany przez unicki Zakon Bazylianów Świętego Jozafata, w 1839 ponownie przejęty przez duchowieństwo prawosławne, w 1874 zlikwidowany.

## Historia
Prawosławny klasztor w Torokaniach powstał w XVI w. Następnie wspólnota przyjęła unię. W 1710 w Torokaniach została wzniesiona nowa cerkiew unicka, zaś w 1757 na polecenie kijowskiego metropolity unickiego Leona Kiszki powstał przy niej nowy budynek klasztorny przeznaczony dla dwunastu zakonników. Od 1743 bazyliański monaster w Torokaniach był jedną z dwóch siedzib protoarchimandryty (generała) zakonu, obok klasztoru w Poczajowie.
Unicki klasztor w Torokaniach był jednym z pięciu bazyliańskich domów zakonnych, które funkcjonowały po rozbiorach Polski aż do synodu połockiego, gdy wszystkie struktury Kościoła unickiego w Imperium Rosyjskim poza diecezją chełmską zostały zlikwidowane i włączone do Rosyjskiego Kościoła Prawosławnego. Klasztor w Torokaniach podporządkowano eparchii wileńskiej i litewskiej. W momencie przekształcenia klasztoru bazyliańskiego w prawosławny przebywało w nim 25 mnichów i dwóch nowicjuszy. Trzy lata później Świątobliwy Synod Rządzący postanowił, iż w Torokaniach zamieszkiwać będzie 13 mnichów, na utrzymanie których skarb państwa zobowiązał się przekazywać 1540 rubli srebrem rocznie. Z kolei majątki Torokanie, Łosinka i Czykin zostały upaństwowione. W praktyce jednak liczba mieszkańców klasztoru ulegała znacznym wahaniom. Wynikało to z faktu, że Torokanie stały się jednym z ośrodków, do których skierowano byłych bazylianów z tych monasterów unickich, które uległy całkowitej likwidacji. Zakonnicy ci niechętnie odnosili się do wymuszonej na nich konwersji na prawosławie i w praktyce zachowywali unickie zwyczaje liturgiczne.

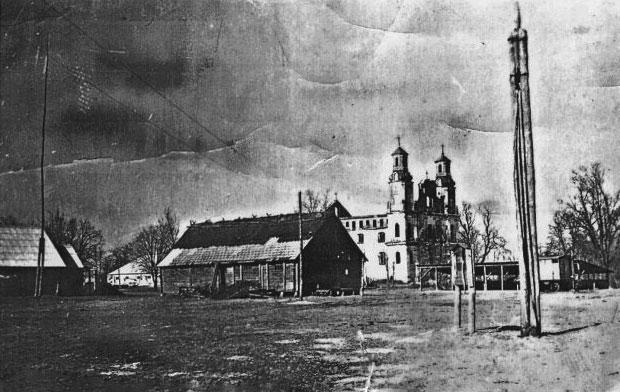
Monaster w latach 40. XX w.

W miarę przenoszenia niechętnych prawosławiu byłych unitów do różnych monasterów oraz wymierania najstarszych mnichów liczba mieszkańców monasteru w Torokaniach systematycznie spadała. W 1849 w klasztorze pozostało czterech mnichów. W tym samym roku metropolita wileński i litewski Józef wnioskował do Świątobliwego Synodu Rządzącego o zamknięcie monasteru i przeniesienie ostatnich mnichów do innych wspólnot, utworzenie przy monasterskiej cerkwi Objawienia Pańskiego parafii, przekazanie innych obiektów miejscowym władzom świeckim na dowolny cel. Mimo to będący w złym stanie technicznym klasztor nie został zlikwidowany. Jeszcze w latach 50. XIX w. żyło w nim czterech mnichów, dwóch posłuszników, czterech suspendowanych kapłanów i dziewięcioro świeckich służących.
Monaster w Torokaniach został ostatecznie zamknięty w 1874 z powodu małej liczby mnichów i ogólnego ubóstwa wspólnoty. Na decyzję tę wpływ miały również przypadki łamania dyscypliny klasztornej, do jakich dochodziło w monasterze (m.in. pobicie przełożonego, ihumena Filareta, przez hierodiakona Pawła, karnie przeniesionego do Torokań z monasteru w Surdegach). Budynki sakralne należące do klasztoru przejął monaster Świętych Borysa i Gleba w Grodnie, gdzie też przeniósł się ostatni przełożony torokańskiego monasteru ihumen Filaret. Inne obiekty klasztorne do 1897 pozostawały porzucone. Następnie zlokalizowano w nich szkołę dwuklasową, którą wyświęcił w 1899 biskup grodzieński Joachim.
W 1950 dawna cerkiew monasterska została zniszczona.